# Lidingö (ilha)
Lidingö é uma ilha do Arquipélago de Estocolmo , na província histórica da Uplândia. Pertence ao  município de Lidingö, do Condado de Estocolmo. Tem uma área de 30 km 2, e uma população de 31 561 habitantes ( 2010 ).